# Círculo Agrifina

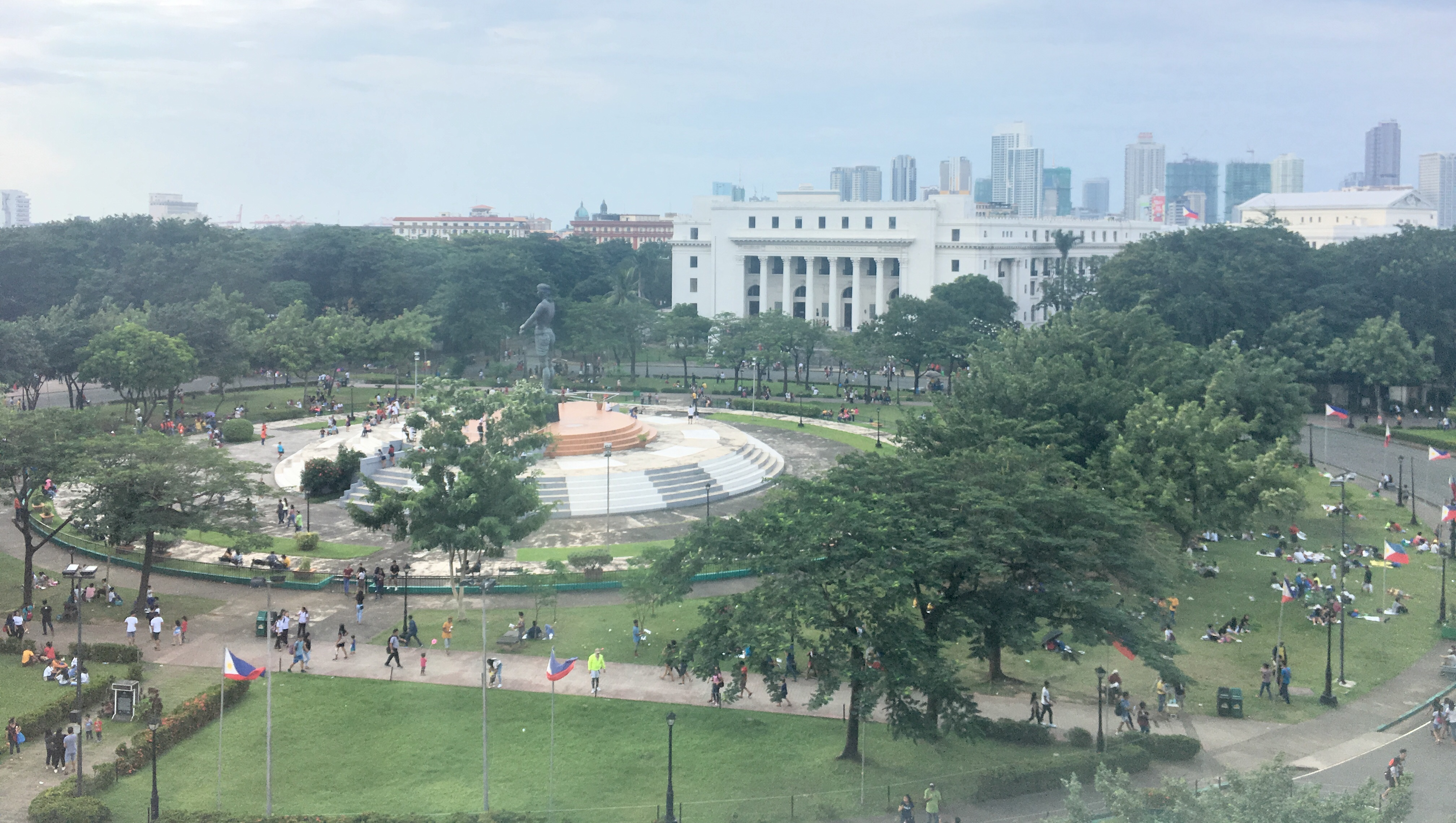
Vista aérea del Círculo Agrifina

El Círculo Agrifina (en inglés: Agrifina Circle), oficialmente el Círculo Teodoro F. Valencia (en inglés: Teodoro F. Valencia Circle), es una rotonda ubicada en el Parque Rizal en la ciudad filipina de Manila.
El nombre "Agrifina" es un acrónimo de las palabras "Agricultura" y "Finanzas" ya que dos neoclásicos edificios situados en los extremos opuestos del círculo antiguamente albergaban los Departamentos de Agricultura y de Finanzas. En la actualidad albergan museos.
El círculo pasó a denominarse oficialmente Círculo Teodoro F. Valencia en 1990 por una ley de ese año.
El Círculo Agrifina estaba destinado a ser una gran plaza cívica que uniera el Edificio Capital Nacional planeado con 5 edificios en forma de cuña que incluían los Edificios de Finanzas y Agricultura. Después de la Segunda Guerra Mundial, cuando se decidió que la capital de Filipinas se trasladaría a Ciudad Quezón, la entonces plaza se convirtió en una rotonda. Se permitió el tráfico de vehículos en las carreteras hasta finales de la década de 1960, cuando se consolidó el parque Rizal y la mayoría de las carreteras que atravesaban el parque eran peatonales. Se instaló una fuente y una pista de patinaje en la parte central.
En 1998, el Monumento Binhi ng Kalayaan reemplazó a la fuente, pero la pista de patinaje permaneció. El monumento se trasladó más tarde a otra zona del Parque Rizal en 2004 y fue reemplazado por la Estatua del Centinela de la Libertad, un monumento dedicado a Lapu-Lapu.